# Oxira borneochracea
Oxira borneochracea är en fjärilsart som beskrevs av Holloway 1989. Oxira borneochracea ingår i släktet Oxira och familjen nattflyn. Inga underarter finns listade i Catalogue of Life.